# さわやかな君の気持ち
「さわやかな君の気持ち」（さわやかなきみのきもち）は、ZARDの34作目のシングル。

## 背景
前作より約1年半という長い期間を経て「ZARD第2章スタート」という、キャッチフレーズが付いたシングルとなった。当初5月15日発売と告知していたが、制作上の都合を理由として翌週の5月22日発売に延期されている。
表題曲は、上戸彩が出演したニベア花王『8×4』のCMソングに起用され、このCMバージョンは2012年に発売された『ZARD Album Collection 〜20TH ANNIVERSARY〜』の特典DISK(PREMIUM DISK)に収録された。
カップリング曲には、PlayStation 2専用恋愛シミュレーションゲーム『ときめきメモリアル3 〜約束のあの場所で〜』のテーマ曲が収録されている。この楽曲は、坂井が休養中の2002年1月30日に『ときめきメモリアル SOUND BLEND 〜featuring ZARD〜』として発売されていた。今作ではリアレンジを施しての収録となった。

## 制作、音楽性
- 全収録曲の作曲・編曲を徳永暁人が担当している。
- 「Seven Rainbow」「抱きしめていて」の別Verが存在することを明かしている（Music Freak Magazine90号）。

### さわやかな君の気持ち
コーラスワークを多用しており、徳永暁人、吉田朋代が参加している。
10thアルバム『止まっていた時計が今動き出した』には、キーを下げ、バンドサウンドを意識させるアレンジで収録。シングルバージョンは、2007年リリースのセレクションアルバム『Brezza di mare 〜dedicated to IZUMI SAKAI〜』へ収録された。

### 抱きしめていて
恋愛シミュレーションゲーム『ときめきメモリアル3 〜約束のあの場所で〜』のビターエンディングテーマに使用され、アレンジはシングルバージョンと異なる。
コーラス参加は徳永暁人。
オリジナルカラオケの音盤化はされていなかったが、2018年3月21日発売「ZARD CD & DVD COLLECTION　第29号　素直に言えなくて」の付属CDにて初音盤化された。

### Seven Rainbow
恋愛シミュレーションゲーム『ときめきメモリアル3 〜約束のあの場所で〜』のオープニングテーマに使用され、アレンジはシングルバージョンと異なっており『ときめきメモリアル SOUND BLEND 〜featuring ZARD〜』に収録されているバージョンは、徳永とCybersoundのPerry Geyerによる共同編曲であるが、今回はゲーム中で使用されるバージョンと同じく徳永の単独編曲であり、ゲームバージョンに近いアレンジとなっている。
コーラス参加はMichael Africk、徳永暁人　

## 収録曲
1. さわやかな君の気持ち
作詞：坂井泉水
作曲・編曲：徳永暁人
2. 抱きしめていて
作詞：坂井泉水
作曲・編曲：徳永暁人
3. Seven Rainbow
作詞：坂井泉水
作曲・編曲：徳永暁人
4. さわやかな君の気持ち（Instrumental）
  - コーラスあり。

## 収録アルバム
- ときめきメモリアル SOUND BLEND 〜featuring ZARD〜（#2,3、2曲ともアレンジが異なる）
- 止まっていた時計が今動き出した（#1、Album Ver.）
- Brezza di mare 〜dedicated to IZUMI SAKAI〜（#1）
- ZARD Single Collection 〜20TH ANNIVERSARY〜（#1,2,3）